# 38.M Toldi III
38.M Toldi III (k.hk. C40) – węgierski czołg lekki z okresu II wojny światowej. Zmodernizowana wersja czołgu 38.M Toldi I wyprodukowana w liczbie 12 sztuk w roku 1944.
Czołgi Toldi III posiadały takie samo uzbrojenie jak czołgi 38.M Toldi IIa. Opancerzenie ich wzmocniono do 35 mm w przedniej części kadłuba oraz wieży, zaś z boku do 20–25 mm.